# Búðarhóll
Búðarhóll är en kulle i republiken Island. Den ligger i regionen Austurland, i den östra delen av landet, 300 km öster om huvudstaden Reykjavík. Toppen på Búðarhóll är 460 meter över havet.
Trakten runt Búðarhóll är nära nog obefolkad, med mindre än två invånare per kvadratkilometer. Det finns inga samhällen i närheten. Trakten runt Búðarhóll består i huvudsak av gräsmarker.